# 第5回NFLオナーズ
第5回NFLオナーズは、NFLの2015年シーズンについて行われた授賞式。2015年シーズンのチャンピオンを決定する第50回スーパーボウルの前日の2016年2月6日にスーパーボウル開催地のカリフォルニア州サンフランシスコで開催された。

## 受賞者一覧
| 賞                                            | 受賞者                                      | POS   | チーム                           |
| --------------------------------------------- | ------------------------------------------- | ----- | -------------------------------- |
| AP通信MVP                                     | キャム・ニュートン                          | QB    | カロライナ・パンサーズ           |
| AP通信最優秀コーチ賞                          | ロン・リベラ                                | HC    | カロライナ・パンサーズ           |
| AP通信最優秀アシスタントコーチ賞              | ウェイド・フィリップス                      | DC    | デンバー・ブロンコス             |
| AP通信最優秀攻撃選手賞                        | キャム・ニュートン                          | QB    | カロライナ・パンサーズ           |
| AP通信最優秀守備選手賞                        | J・J・ワット                                | DE    | ヒューストン・テキサンズ         |
| ペプシ最優秀新人賞                            | ジェイミス・ウィンストン                    | QB    | タンパベイ・バッカニアーズ       |
| AP通信最優秀新人攻撃選手賞                    | トッド・ガーリー                            | RB    | セントルイス・ラムズ             |
| AP通信最優秀新人守備選手賞                    | マーカス・ピータース                        | CB    | カンザスシティ・チーフス         |
| AP通信カムバック賞                            | エリック・ベリー                            | FS    | カンザスシティ・チーフス         |
| NFL.com最優秀ファンタジー選手                 | アントニオ・ブラウン                        | WR    | ピッツバーグ・スティーラーズ     |
| ドン・シュラ最優秀高校コーチ賞                | マイケル・バーネット                        | HC    | タスカローラ高校（バージニア州） |
| ウォルター・ペイトンNFLマン・オブ・ザ・イヤー | アンクワン・ボールディン                    | WR    | サンフランシスコ・49ers          |
| FedExエアプレーヤー賞                         | カーソン・パーマー                          | QB    | アリゾナ・カージナルス           |
| FedExグランドプレーヤー賞                     | エイドリアン・ピーターソン                  | RB    | ミネソタ・バイキングス           |
| ブリヂストン最優秀プレー賞                    | アーロン・ロジャース リチャード・ロジャース | QB WR | グリーンベイ・パッカーズ         |
| ロードゲーム最優秀選手賞                      | アントニオ・ブラウン                        | WR    | ピッツバーグ・スティーラーズ     |
| サルートトゥサービス賞                        | ヴィンセント・ジャクソン                    | WR    | タンパベイ・バッカニアーズ       |
| ディーコン・ジョーンズ賞                      | J・J・ワット                                | DE    | ヒューストン・テキサンズ         |
| アート・ルーニー賞                            | チャールズ・ウッドソン                      | S     | オークランド・レイダース         |